# Nationaal park Tortuguero
Nationaal park Tortuguero (Spaans: Parque Nacional Tortuguero) is een nationaal park in Costa Rica. Het is sinds 1975 beschermd gebied. Dit nationaal park is 769 km² groot en ligt in de provincie Limón aan de Caribische zee. 
Als gevolg van sedimentatie hebben zandbanken het kustgebied gevormd. De laaggelegen gebieden staan bloot aan kortstondige overstromingen door zware regenval, waardoor meren, grasmoerassen, moerasbossen en mangrovebossen van brak water zijn ontstaan. 
Nationaal park Tortuguero is vooral bekend van de watervogels en zeeschildpadden.